# Xã Lone Rock, Quận Baxter, Arkansas
Xã Lone Rock (tiếng Anh: Lone Rock Township) là một xã thuộc quận Baxter, tiểu bang Arkansas, Hoa Kỳ. Năm 2010, dân số của xã này là 415 người.